# Svansjö säteri
Ej att förväxla med Svansö såteri vid Svansjön i Bottnaryds socken i Småland.-

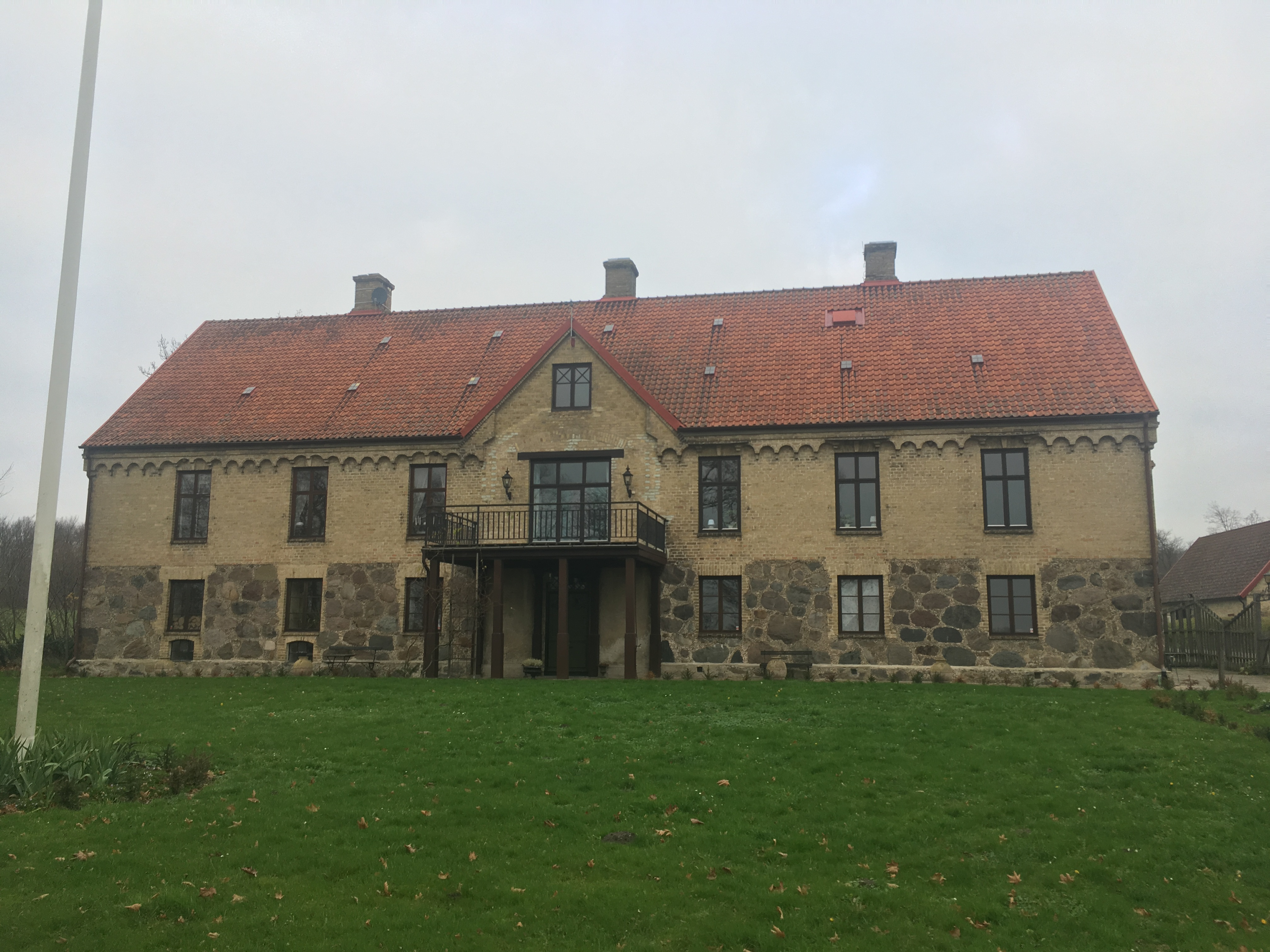
Svansjö säteri

Svansjö säteri är en herrgård i Sjöbo kommun vid Vombsjöns norra strand.

## Historia
Huvudgården anlades på 1610-talet då Svansjö by, bestående av fem gårdar, nedlades. Dagens huvudbyggnad är uppförd 1758, samt på- och ombyggd på 1850-talet.